# Slaget vid Jutskåran
Slaget vid Jutskåran kallas en sammandrabbning mellan danska trupper och lokala bönder som enligt traditionen ägt rum under Kalmarunionens tid, troligen 1518, vid södra Drevviken i Österhaninge socken i nuvarande Haninge kommun. Enligt en arkeologisk undersökning år 2017 var drabbningen förmodligen snarare en skärmytsling än ett stort slag. Området direkt väster om Östra Täckeråker kallas fortfarande Jutskåran eller Jutskären och betecknas i Fornminnesregistret som ”plats med tradition”, fornminne Österhaninge 76:1.

## Geografi
Platsen för sammandrabbningen omfattar cirka 3,2 ha och är belägen i en våtmarkssänka i nordost–sydvästlig riktning som öppnar upp mot Drevviken i nordost och klipps av Nynäsvägen och riksväg 73 i sydväst. Sänkan begränsas av ett skogklätt höjdområde med en hög, delvis lodrätt bergbrant i söder, Östra Täckeråkers gård i öster och några villatomter vid Spärrvägen i norr. Genom sänkan rinner Kvarntorpsån.

## Slaget enligt traditionen

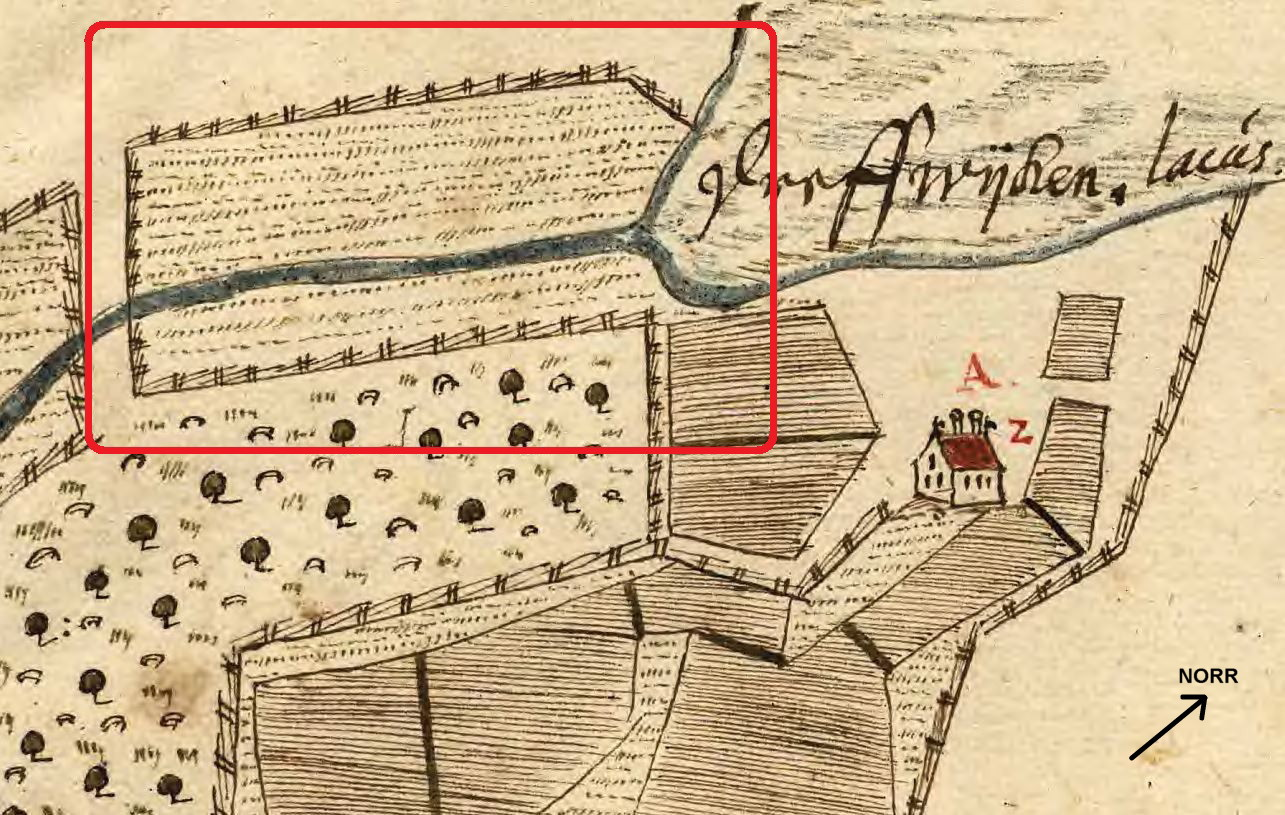
Platsen på en karta från 1638. I norr syns Drevviken (Dreffwyken lacus) och Jutskåran (inom röd ram).
Byggnaden A2 är Östra Täckeråkers gård.

Sammandrabbningen och danskarnas nederlag vid Juteskåran beskrevs ingående av Andreas Arvidi, kyrkoherde i Österhaninge 1658−1673. Bakgrunden är att på försommaren 1518 kom omkring 80 danska fartyg med cirka 5 000 man till den svenska Östersjökusten. Tanken var att underkuva svenskarna, i första hand Stockholm och dess innevånare. Vägen till Stockholm var okänt för danskarna och några kartor fanns inte. 
Vid Täckeråkersskåran, som platsen ursprungligen hette, lurades danskarna i ett bakhåll där de överrumplades av lokaler bönder och dödades till sista man. Platsen kallades sedan Jutskåran eller Jutskären. Förleden "jute" betyder dansk och efterleden "skåran" syftar till den förkastningsbranten och en mindre ravin som vattendraget mellan Dammträsk och Drevviken (idag benämnt Kvarntorpsån) åstadkommit.

## Skärmytsling eller slag
Andreas Arvidi nedteckningar i kyrkoboken från 1668 byggde på 150 års muntlig tradition och enligt den var det hela den danska armén som omkom. Faktum är dock att ”slaget” vid Jutskåran inte kunde stoppa danskarnas anfall på Stockholm. Kristian II hade vid midsommar 1518 inlett en belägring av Stockholm, med en armé huvudsakligen bestående av danska trupper förstärkta med tyska legoknektar. De blev besegrade av svenska upprorstrupper under Slaget vid Brännkyrka.
Enligt en arkeologisk undersökning år 2017 var drabbningen vid Jutskåran förmodligen inte mer än en skärmytsling. Metalldetekteringen och sökschaktsgrävningen av slagfältsytan (Österhaninge 76:1) utfördes på vad som under senmedeltid var fast mark. Då var vattenståndet i Drevviken på grund av landhöjningen högre. Arkeologernas undersökningar gav inga indikationer på att ett historiskt slag skulle ha ägt rum på platsen.

## Bilder, Jutskåran idag

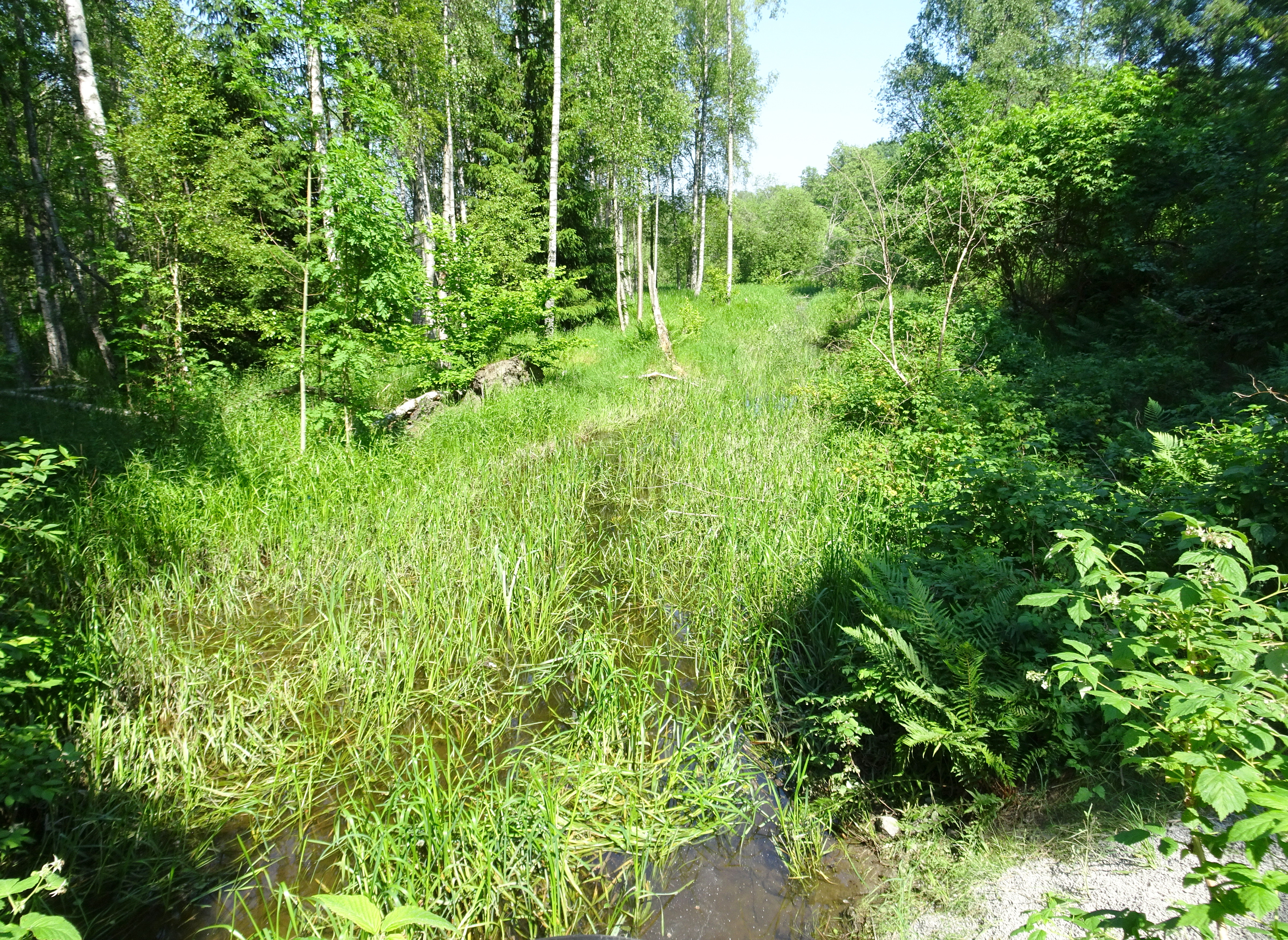
Kvarntorpsån och Drevviken, vy mot norr.
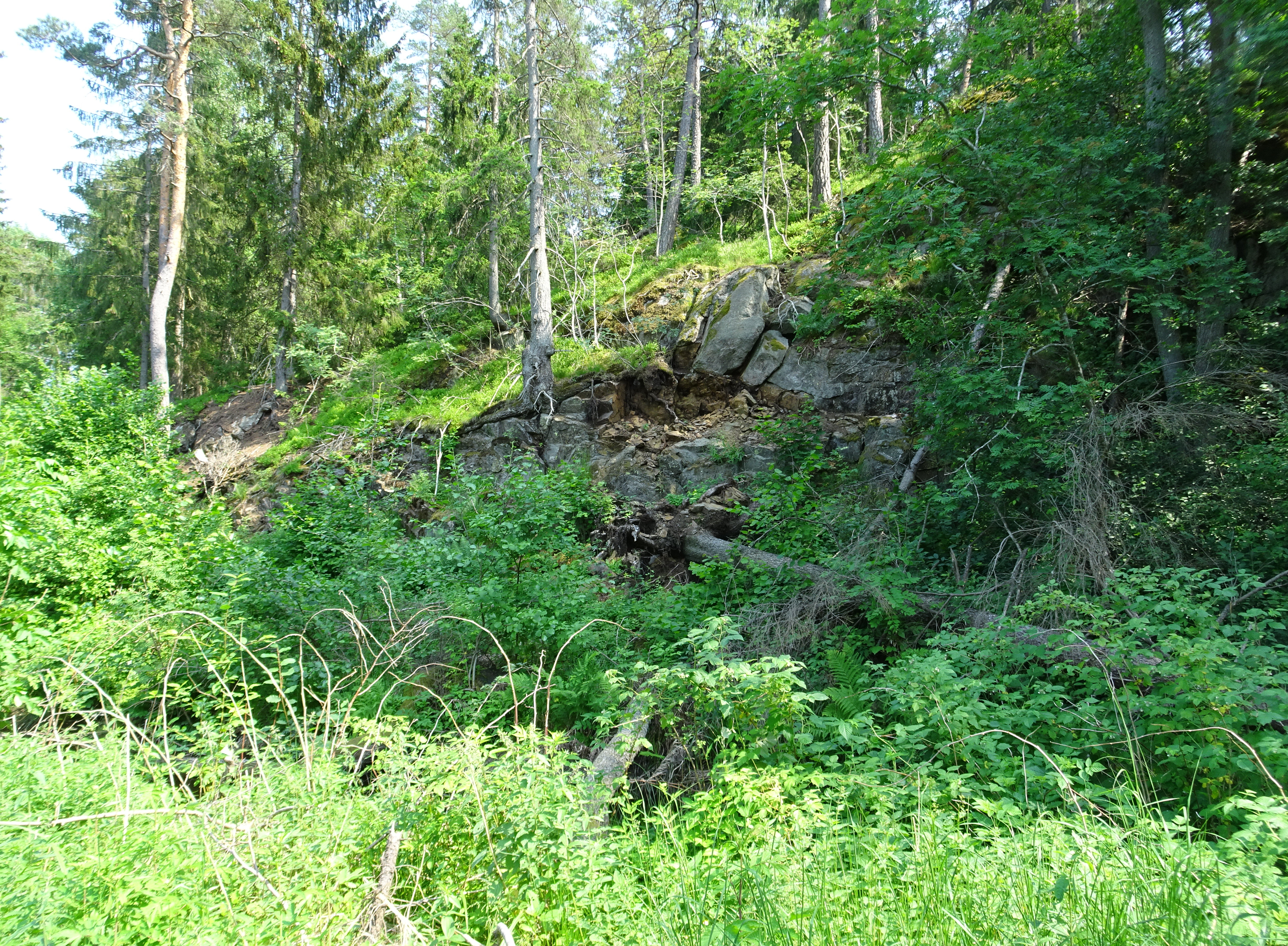
Bergsbranten, vy mot sydost.
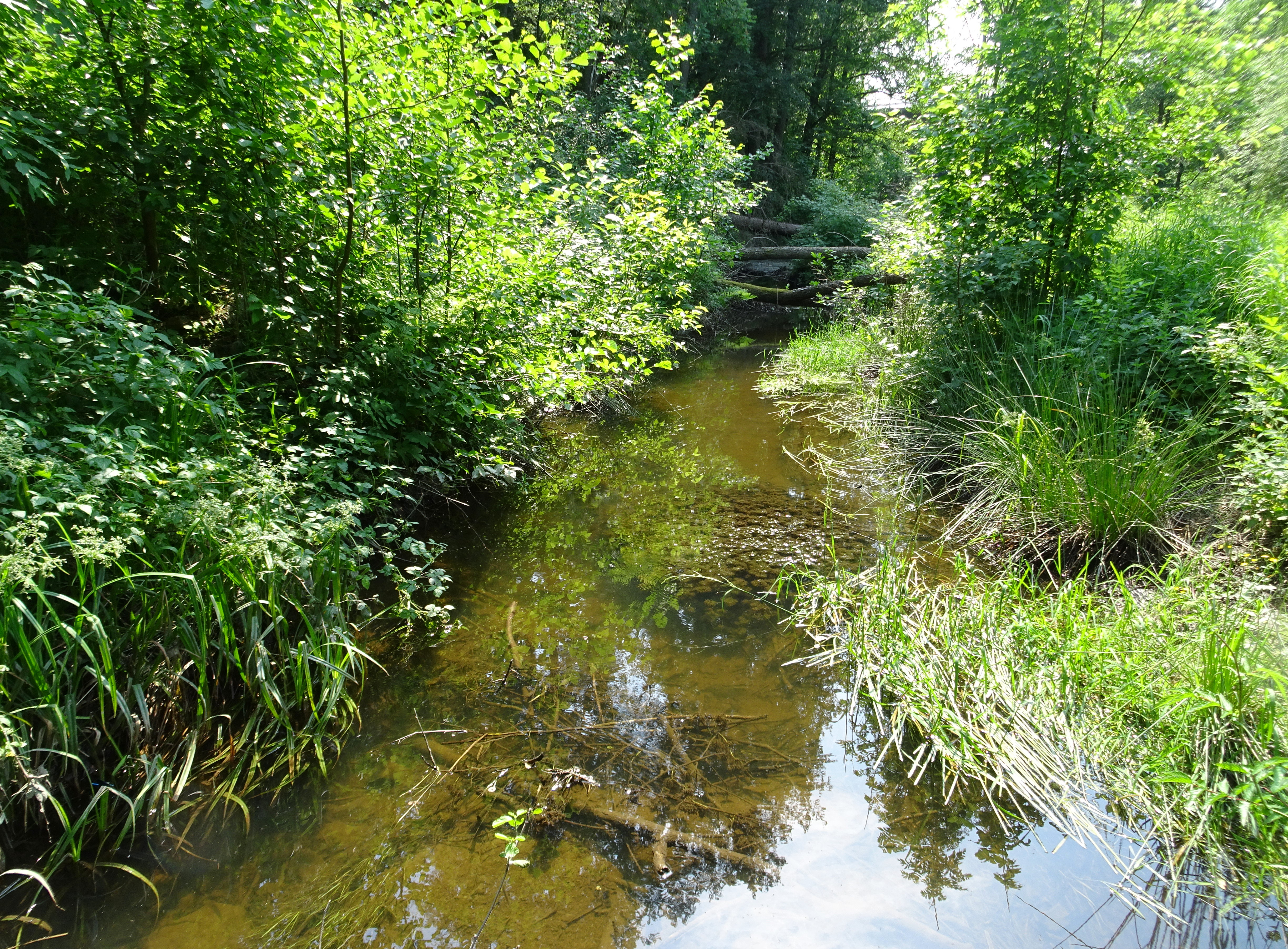
Kvarntorpsåns ravin, vy mot sydväst.
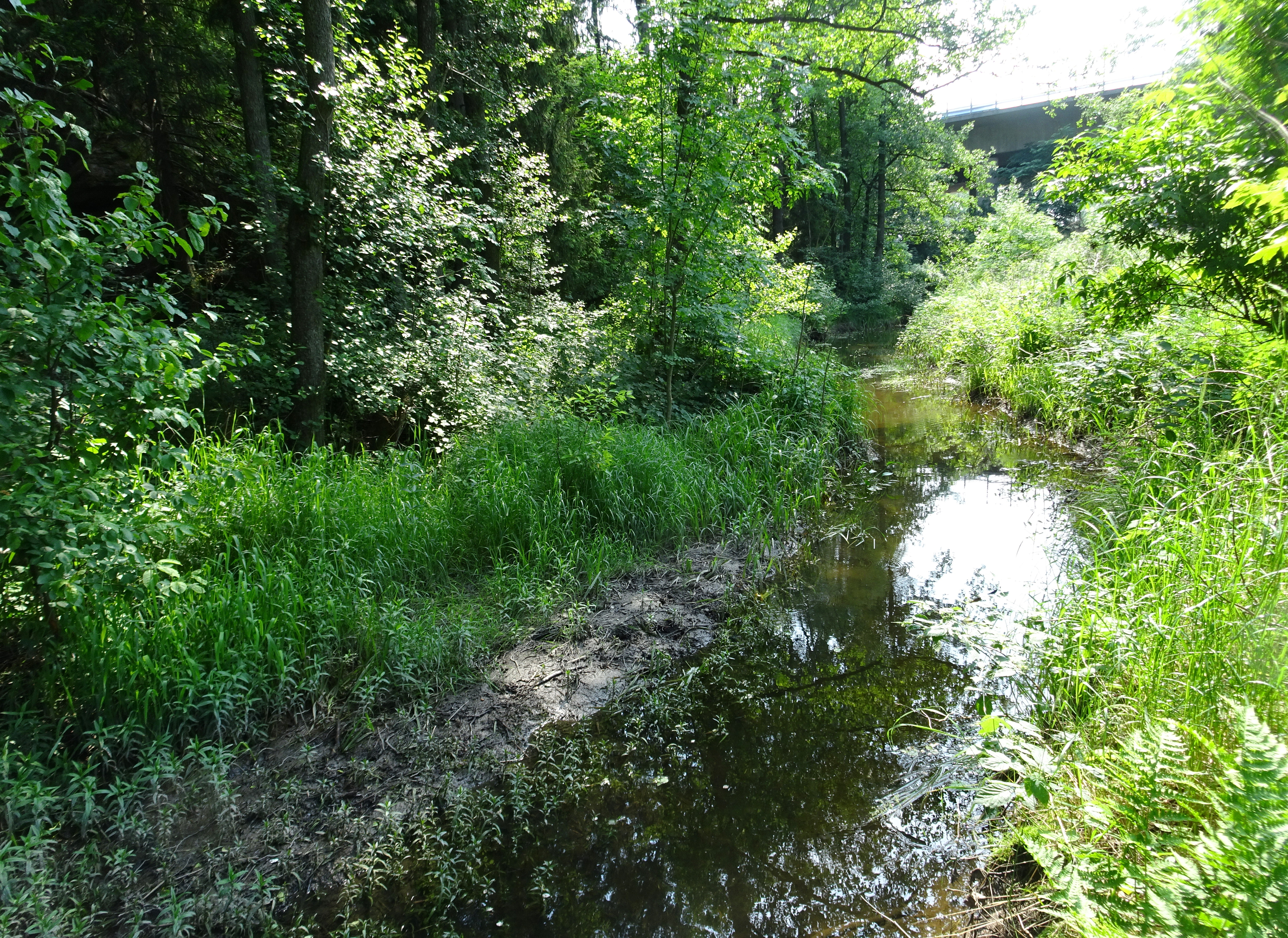
Kvarntorpsåns ravin, vy mot Nynäsvägen.